# Wicklow Mountains

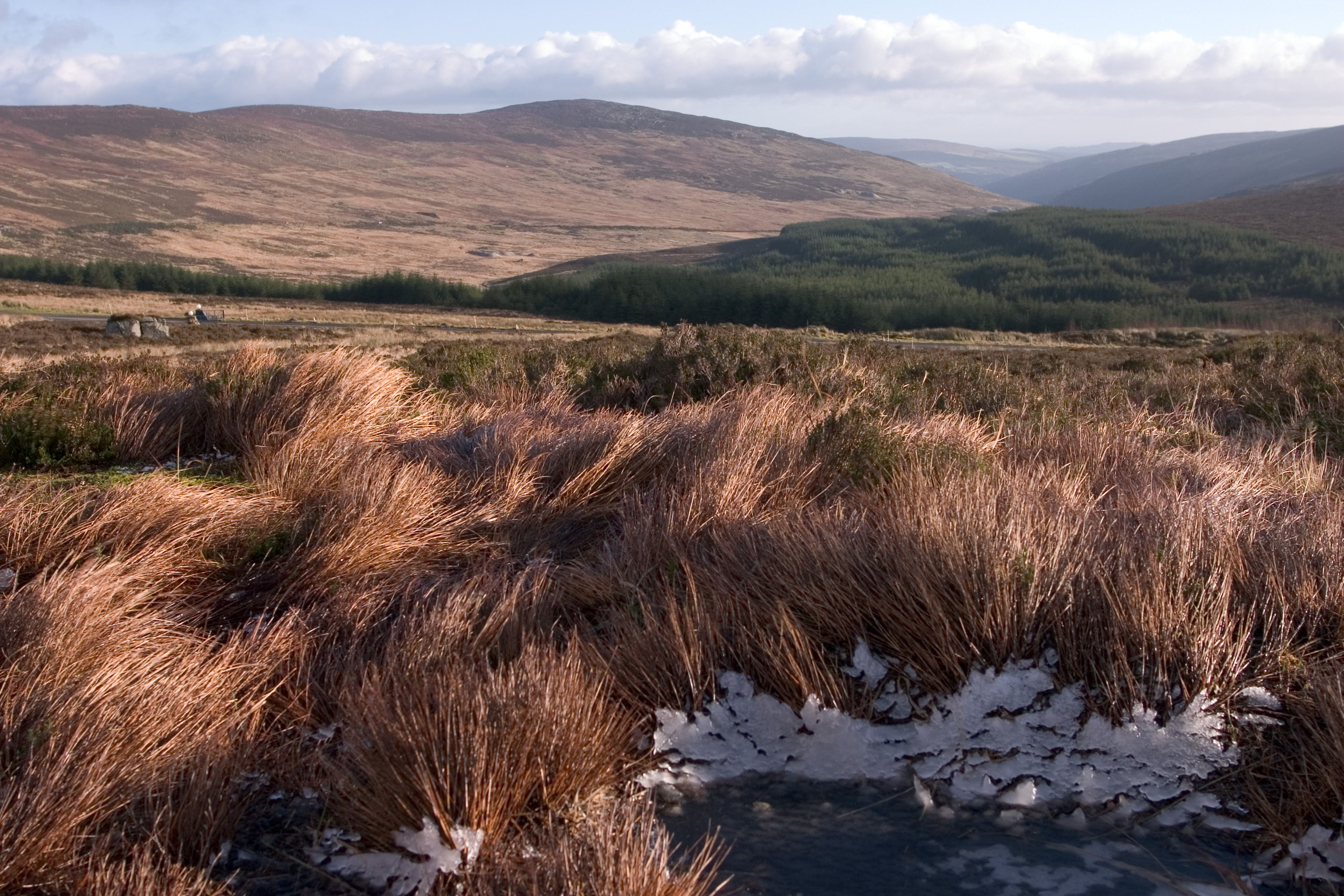
Krajina v pohoří Wicklow

Wicklow Mountains (irsky Sléibhte Chill Mhantáin, také Wicklowské hory či Viklovské hory) je pohoří na jihovýchodě Irska, které zasahuje na území čtyř hrabství v provincii Leinster – hrabství Wicklow, hrabství Carlow, hrabství Dublin a hrabství Wexford.

## Geografie
Nejvyšším vrcholem je Lugnaquilla s výškou 925 m, Mullaghcleevaun je druhým nejvyšším vrcholem se svými 847 m, zatímco hora Kippure je s 757 metry nejvyšším vrcholem v hrabství Dublin. Jižní hranici Wicklow Mountains tvoří pohoří Croghan Mountain, nejvyšší bod na rozhraní hrabství Wicklow a Wexford, které bylo v 19. století dějištěm irské zlaté horečky.

## Vodopis
Jihovýchodně od vrcholu Lugnaquilla pramení řeka Slaney, která teče celých 72 km podél západní strany pohoří a ústí ve Wexfordu do Irského moře. Přečerpávací elektrárna Turlough Hill je jedinou svého druhu v Irsku a nachází se na Wicklow Gap, uprostřed mezi městy Hollywood a Glendalough.

## Turismus
Celá oblast je velmi frekventovaná, zvláště o víkendech, kdy sem za aktivním odpočinkem jezdí hlavně obyvatelé Dublinu. Je zde široká nabídka činností od rybaření přes rafting až po pěší turistiku. Uprostřed hor leží mnišské sídliště prvních křesťanů Glendalough, které údajně bylo založeno svatým Kevinem z Glendalough a je oblíbeným cílem turistických zájezdů, stejně jako Powerscourt Waterfall, největší vodopád v Irsku.

## Ochrana přírody
V roce 1991 bylo celé území vyhlášeno vládou jako Národní park Wicklow.

## Nejvyšší vrcholy
Následující tabulka uvádí deset nejvyšších vrcholů Wicklow Mountains, seřazených podle nadmořské výšky.
| Pořadí | Název vrcholu   | Nadmořská výška | Fotografie |
| ------ | --------------- | --------------- | ---------- |
| 1      | Lugnaquilla     | 925 m           | CO0497     |
| 2      | Mullaghcleevaun | 849 m           | CO0497     |
| 3      | Tonelagee       | 817 m           | CO0497     |
| 4      | Cloghernagh     | 800 m           | CO0497     |
| 5      | Corrigasleggaun | 794 m           | CO0497     |
| 6      | Slievemaan      | 759 m           | CO0497     |
| 7      | Camenabologue   | 758 m           | CO0497     |
| 8      | Kippure         | 757 m           | CO0497     |
| 9      | Conavalla       | 734 m           | CO0497     |
| 10     | Djouce          | 725 m           | CO0497     |